# Leipzig (Schiff, 1931)
Der Leichte Kreuzer Leipzig war ein Kriegsschiff der deutschen Reichs- und Kriegsmarine vor und im Zweiten Weltkrieg. Das Schiff gehörte mit dem Leichten Kreuzer Nürnberg zu den letzten in Deutschland gebauten Leichten Kreuzern. Sie war das Typschiff der Leipzig-Klasse.

## Geschichte
Das Schiff wurde von 1929 bis 1931 noch unter den Restriktionen des Versailler Vertrages auf der Reichsmarinewerft Wilhelmshaven gebaut. Die Leipzig-Klasse gehörte nach der Deutschland-Klasse zu den größten Neubauten der Reichsmarine.
Ihre ersten Kampfeinsätze hatte die Leipzig zwischen Sommer 1936 und Frühjahr 1937 im Spanischen Bürgerkrieg, wobei sie im Golf von Biskaya bei schwerer See Schäden davontrug.
In der Anfangszeit des Zweiten Weltkrieges war die Leipzig bei mehreren Einsätzen am Legen von Minensperren an der englischen Ostküste und der Handelskriegsführung in Skagerrak und Kattegat beteiligt.
In der Nacht vom 12. auf den 13. Dezember 1939 bildete die Leipzig mit dem Leichten Kreuzer Köln und der Nürnberg, unter dem Kommando des Befehlshabers der Aufklärungsstreitkräfte, Konteradmiral Günther Lütjens, die Sicherung für fünf Zerstörer, die bei Newcastle eine Minensperre legten. Dabei gelang es dem britischen U-Boot Salmon, sowohl die Leipzig als auch die Nürnberg zu torpedieren und schwer zu beschädigen. Ein Torpedo traf die Leipzig mittschiffs, wobei die beiden vorderen Kesselräume zerstört wurden. Dies beschränkte die Höchstgeschwindigkeit mit nur noch vier Kesseln bis zu ihrer Versenkung auf 23 kn. Bei der Heimfahrt wurde die Leipzig am 15. Dezember von dem britischen U-Boot Ursula angegriffen. Die Torpedos trafen aber nicht den Kreuzer, sondern den Flottenbegleiter F 9, der innerhalb von 30 Sekunden sank.
Während der Werftliegezeit von Dezember 1939 bis November 1940 wurde das Schiff im Februar 1940 außer Dienst gestellt. Die beiden vollkommen zerstörten Kesselräume wurden zu Mannschaftsquartieren umgebaut und das Schiff zum Schulschiff umfunktioniert; am 1. Dezember 1940 wurde die Leipzig wieder in Dienst genommen.
Der Kreuzer nahm nach dem Angriff auf die Sowjetunion an der Beschießung der Inseln Ösel und Dagö in der Ostsee teil und wurde danach wieder zum Schulschiff. Überlegungen zur Wiederherstellung der vollen Kampfbereitschaft Mitte 1943 wurden wegen fehlender Werftkapazitäten für den Ersatz der zerstörten Kesselanlage und des hohen Aufwandes zur Anpassung und Modernisierung der Elektronik aufgegeben.
Am 15. Oktober 1944 lief die Leipzig von Gotenhafen in Richtung Swinemünde aus und wurde auf der Fahrt bei dichtem Nebel vor Hela von dem Schweren Kreuzer Prinz Eugen mittschiffs gerammt und bis zur Mittelkielplatte durchtrennt, wobei 27 Besatzungsmitglieder den Tod fanden. Nach erfolgreicher Bergung und behelfsmäßiger Reparatur wurde sie ab dem 13. November 1944 als stationäres Schulschiff verwendet.
Im März 1945 beschoss die Leipzig Landziele um Gdingen/Gotenhafen, bis sie zwischen dem 25. und 29. März mit Flüchtlingen und Verwundeten an Bord nach Apenrade verlegt wurde. Nach der Kapitulation kam das Schiff nach Wilhelmshaven; dort erfolgte am 20. Dezember 1945 die endgültige Außerdienststellung.
Am 9. Juli 1946 trat die Leipzig, von drei Schleppern gezogen, ihre letzte Reise an. Ob sie, wie wiederholt publiziert, dabei mit Giftgasmunition beladen war, wurde nicht bestätigt. Am 20. Juli 1946, morgens um 10.59 Uhr, wurde sie südwestlich Farsund auf der Position 57° 53′ N, 6° 13′ O durch Sprengung versenkt.

## Kommandanten
| 8. Oktober 1931 bis 24. September 1933    | Kapitän zur See Hans-Herbert Stobwasser                                                          |
| 25. September 1933 bis 29. September 1935 | Fregattenkapitän / Kapitän zur See Otto Hormel                                                   |
| 30. September 1935 bis Oktober 1937       | Fregattenkapitän / Kapitän zur See Otto Schenk                                                   |
| Oktober 1937 bis April 1939               | Kapitän zur See Werner Löwisch                                                                   |
| April 1939 bis Februar 1940               | Kapitän zur See Heinz Nordmann                                                                   |
| 1. Dezember 1940 bis August 1942          | Kapitän zur See Werner Stichling                                                                 |
| August bis September 1942                 | Kapitän zur See Friedrich Schmitt                                                                |
| 25. September 1942 bis 18. Februar 1943   | Kapitän zur See Waldemar Winther                                                                 |
| Februar bis März 1943                     | Fregattenkapitän Joachim Asmus, als Erster Offizier mit der Wahrnehmung der Geschäfte beauftragt |
| Juli 1943 bis 25. August 1944             | Kapitän zur See Walter Hülsemann                                                                 |
| 6. August bis November 1944               | Kapitän zur See Heinrich Spörel                                                                  |
| November 1944 bis Januar 1945             | Korvettenkapitän Hagen Küsfer                                                                    |
| Januar bis Dezember 1945                  | Korvettenkapitän Walter Bach                                                                     |

## Bekannte Besatzungsangehörige
- Max-Eckart Wolff (1902–1988), war von 1957 bis 1963 als Flottillenadmiral Kommandeur im Kommando der Flottenbasis